# Staten van Venezuela
Venezuela is onderverdeeld in 23 staten (estado), 1 hoofdstedelijk district (distrito federal) en de federale gebieden (dependencias federales). De staten zijn verder onderverdeeld in gemeenten.

## Overzicht staten van Venezuela
| Nr.                   | Staat                             | Hoofdstad                         | Oppervlakte | Inwoners  |
| --------------------- | --------------------------------- | --------------------------------- | ----------- | --------- |
| 1                     | Amazonas                          | Puerto Ayacucho                   | 177.617 km² | 189.614   |
| 2                     | Anzoátegui                        | Barcelona                         | 43.300 km²  | 1.469.747 |
| 3                     | Apure                             | San Fernando                      | 76.500 km²  | 459.025   |
| 4                     | Aragua                            | Maracay                           | 7.014 km²   | 1.630.308 |
| 5                     | Barinas                           | Barinas                           | 35.200 km²  | 816.264   |
| 6                     | Bolívar                           | Ciudad Bolívar                    | 240.528 km² | 1.413.115 |
| 7                     | Carabobo                          | Valencia                          | 4.650 km²   | 2.245.744 |
| 8                     | Cojedes                           | San Carlos                        | 14.800 km²  | 323.165   |
| 9                     | Delta Amacuro                     | Tucupita                          | 40.200 km²  | 165.525   |
| 10                    | Falcón                            | Coro                              | 24.800 km²  | 902.847   |
| 11                    | Guárico                           | San Juan de los Morros            | 64.986 km²  | 747.739   |
| 12                    | Lara                              | Barquisimeto                      | 19.800 km²  | 1.774.867 |
| 13                    | Mérida                            | Mérida                            | 11.300 km²  | 828.592   |
| 14                    | Miranda                           | Los Teques                        | 7.950 km²   | 2.675.165 |
| 15                    | Monagas                           | Maturín                           | 28.900 km²  | 905.443   |
| 16                    | Nueva Esparta                     | La Asunción                       | 1.150 km²   | 491.610   |
| 17                    | Portuguesa                        | Guanare                           | 15.200 km²  | 876.496   |
| 18                    | Sucre                             | Cumaná                            | 11.800 km²  | 896.291   |
| 19                    | Táchira                           | San Cristóbal                     | 11.100 km²  | 1.168.908 |
| 20                    | Trujillo                          | Trujillo                          | 7.400 km²   | 686.367   |
| 21                    | La Guaira                         | La Guaira                         | 1.497 km²   | 352.920   |
| 22                    | Yaracuy                           | San Felipe                        | 7.100 km²   | 600.852   |
| 23                    | Zulia                             | Maracaibo                         | 63.100 km²  | 3.704.404 |
| 24                    | Dependencias Federales (federaal) | Dependencias Federales (federaal) | 120 km²     | 2.155     |
| [ a ]                 | Distrito Capital                  | Caracas                           | 433 km²     | 1.943.901 |
| Bron: inwoners (2011) |                                   |                                   |             |           |

| Kaart                |
| -------------------- |
| Staten van Venezuela |
| Staten van Venezuela |